# Alyosha
Alyosha (ukrainisch Альоша; * 14. Mai 1986 in Saporischschja, Ukrainische SSR), bürgerlicher Name Olena Oleksandriwna Topolja (ukrainisch Олена Олександрівна Топoля), geborene Kutscher (ukrainisch Кучер), ist eine ukrainische Sängerin.

## Karriere
Ihre erste Single Right Beside of You wurde im Sommer 2009 in der Schweiz veröffentlicht. Das gleichnamige Album erschien anschließend.

### Teilnahme am Eurovision Song Contest 2010
Beim Eurovision Song Contest 2010 vertrat Alyosha die Ukraine. Zunächst trat die Sängerin in einer neuen Vorentscheidung an, die nötig wurde, nachdem der neue Programmdirektor der NTU nicht mit der internen Wahl des ursprünglichen Vertreters Wassyl Lasarowytsch zufrieden war. In dieser neuen Vorentscheidung trat sie mit dem Lied To Be Free an, welches letztendlich auch gewinnen konnte. Nach der Vorentscheidung stellte sich jedoch heraus, dass To Be Free bereits 2008 veröffentlicht wurde und zudem ein Plagiat von Knock Me Out von Linda Perry und Grace Slick war. In der Folge musste ein neues Lied ausgewählt werden. Die Entscheidung fiel am 25. März auf das umweltpolitische Sweet People. Da das neue Lied erst nach der sogenannten Deadline ausgewählt wurde, musste die NTU eine Geldstrafe zahlen, über deren Höhe nicht in der Öffentlichkeit berichtet wurde.
Der englischsprachige Text des Liedes Sweet People wurde von der Sängerin selbst geschrieben und die Musik komponierte sie gemeinsam mit ihrem Sound-Producer Boris Kukoba. Sie erreichte beim Eurovision Song Contest in Oslo das Finale, bei dem sie den zehnten Platz belegte.
Danach besuchte sie Deutschland für einige Konzerte, um für ihre Single zu promoten. Im Mai stieg Sweet People auf Platz 73 in den schweizerischen Single-Charts ein.

## Diskografie

### Alben
- 2010: A World Outside Your Door
- 2015: Точка На Карте, Ч. 1 & 2
- 2017: Маленький секрет

### Kollaborationen
- 2019: Золота середина (mit Vlad Darwin)
- 2023: Live (mit Vlad Darwin)

### Singles (Auswahl)
- 2008: To Be Free
- 2009: Sneg
- 2010: Sweet People
- 2010: Ty ujdesh
- 2011: Ти найкраща (mit Vlad Darwin)
- 2011: Kto skazal
- 2014: Безоружная
- 2024: Хочеш (mit Dibrova)